# Gratot
Gratot település Franciaországban, Manche megyében. Lakosainak száma 674 fő (2022. január 1.). Gratot Brainville, Blainville-sur-Mer, Bricqueville-la-Blouette, Coutances, Monthuchon, Saint-Malo-de-la-Lande, Tourville-sur-Sienne, La Vendelée és Gouville-sur-Mer községekkel határos.

## Népesség
A település népességének változása:
| Lakosok száma | 412  | 444  | 581  | 649  | 652  | 646  | 656  | 667  | 666  | 674  |
|               | 1968 | 1982 | 1990 | 2006 | 2013 | 2015 | 2017 | 2019 | 2020 | 2022 |